# Província de Taiwan
La província de Taiwan (臺灣省, Táiwān Shěng) és una divisió administrativa de iure de la República de la Xina. La província és encara oficialment part del país en ser esmentada en la Constitució de la República de la Xina, però de facto no és considerada res en no tindre una funció administrativa pràctica.
Actualment, la província de Taiwan ocupa aproximadament el 69% del territori de l'illa de Taiwan i comprén vora el 31% de la seua població total. La província inicialment abastava tota l'illa de Taiwan o Formosa, les illes dels Pescadors, l'illa de les Orquídies, l'illa Verda, l'illa Xiaoliuqiu i altres illes menors properes. Entre els anys 1967 i 2014, sis municipis especials (Kaohsiung, Nova Taipei, Taitxung, Tainan, Taipei i Taoyuan) foren trets de la província, sent els territoris més populosos de l'illa.
Taiwan fou designada prefectura de la província de Fujian per la dinastia Qing xinesa després de la conquesta del regne de Tungning el 1683. Després de l'ofensiva francesa al nord de Taiwan durant la guerra sinofrancesa, la posició estratègica en seguretat marítima i defensa fou reconsiderada i guanyà importància sota l'imperi Qing. Amb l'auspici de Liu Ming-chuan, començà un pla de desenvolupament de Taiwan cap a una unitat administrativa independent. L'any 1887 Taiwan fou designada com a província independent (província de Fujian-Taiwan) amb Liu com el primer governador, però l'illa fou cedida a l'Imperi del Japó pel tractat de Shimonoseki l'any 1895, després de la derrota xinesa a la primera guerra sinojaponesa. Després de la rendició del Japó a la segona guerra mundial, la província de Taiwan fou restablerta pel govern de la República de la Xina liderat pel Partit Nacionalista (PN) el setembre del 1945 i seria on aquest govern trobaria refugi després de la derrota a la guerra civil xinesa. La capital provincial, Taipei, esdevingué l'any 1949 capital provisional de la república fins a l'actualitat.
Durant la reforma constitucional iniciada l'any 1996, les autoritats republicanes decidiren reduir l'estructura administrativa provincial per a resoldre així el problema de duplicitat de personal i recursos administratius entre el govern central i el provincial, tallant així l'excessiva despesa pública. Les provincies foren desmantellades i deixaren de ser ens autònoms el desembre de 1998, sent transferides les seues funcions al Consell de Desenvolupament Nacional de la República de la Xina (depenent del Yuan Executiu), així com a institucions administratives de segon grau com ara les comarques. El juliol de 2018, tots els organs de govern provincials foren formalment dissolts, amb el seu presupost i funcionariat descontinuat.